# Série de potência formal
Em matemática, séries de potência formais são uma generalização de polinôminais como objetos formais, onde o número de termos é permitido ser infinito, isto implica desistir da possibilidade de substituir valores arbitrários para indeterminadas.